# Kosovo na Pjesmi Eurovizije
Kosovo nije nikad samostalno nastupilo na Pjesmi Eurovizije. Do osamostaljenja, sudjelovalo je na natjecanju za Jugoviziju (vidi i Akordeve të Kosovës). Nakon raspada SFRJ, kosovski su Albanci bojkotirali sudjelovanje na Pjesmi SiCG za Euroviziju (prije, tijekom i nakon ukidanja sankcija), a da bi sudjelovali, javljali su se na albansko natjecanje za Pjesmu Eurovizije.
Nakon osamostaljenja Kosovo je pokazalo zanimanje za sudjelovanje na ovom natjecanju, no nije uspjelo iz nekoliko razloga.
2011. godine Kosovo nije sudjelovalo, no Europska unija televizijskih postaja omogućila je Kosovu (pozvala ga je) sudjelovati na natjecanju Eurovizijsko natjecanje mladih plesača. Zastupala ih je Tringa Hysa.
Zahtjevu iz prvog tromjesečja 2012. godine nije udovoljeno jer ga je Europska radiodifuzijska unija (EBU) odbila. Radiotelevizija Kosova je htjela postati aktivnom članicom te agencije, čime bi njena predstavnica mogla sudjelovati na Pjesmi Eurovizije na natjecanju 2012. Azerbejdžanu. Razlog na koji se EBU pozvala zapravo je bilo prebacivanje odgovornosti na netkog drugoga: izgovor je bio da je za biti punopravnim članom te agencije mora se biti članom Međunarodne organizacije za telekoumunikacije - čiji Kosovo nije član. U tom je pravcu zamjenik ministra vanjskih poslova Kosova Petrit Selimi pisao pismo toj ustanovi, a radi isposlovanja sudjelovanja kosovskog predstavnika na Pjesmi Eurovizije 2012. godine. 